# Bufuka

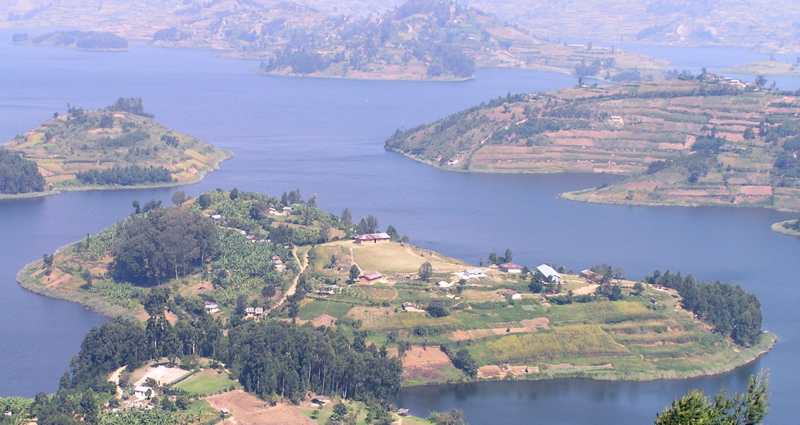
Die Halbinsel Bufuka

Bufuka ist ein Dorf an der Ostküste des Bunyonyi-Sees, in der Region um Kitumba, sieben Kilometer außerhalb der Stadt Kabale, im Südwesten Ugandas. In diesem Dorf leben 350 Menschen, hauptsächlich Angehörige des Bakiga-Stammes, und drei Inseln fallen unter seinen Verwaltungsbereich.
Aids brachte großes Leid über Bufuka. Der Grund für den Ausbruch war ein Mitarbeiter der Uganda Railway aus Bufuka. Viele Männer folgten ihm in die Stadt, um Arbeit zu finden und brachten die Krankheit mit zurück. Heute leben in Bufuka überwiegend ältere Frauen und Waisen.
Unter den See-Ortschaften liegt Bufuka der Bezirkshauptstadt Kabale am nächsten, daher kamen Touristen zunächst nach Bufuka – bereits 1960 wurde das erste Hotel erbaut. Heute ist das Gebäude eine Ruine aber es gibt mittlerweile fünf weitere Hotels in Bufuka.
Der wöchentlich zweimal stattfindende Markt wird im Marktgebiet Rutindo abgehalten. Der zentrale Ort des Dorfes ist eine Halbinsel auf welcher sich die protestantische Kirche befindet. Die Bufuka Grundschule, die 1938 gestartet wurde, war ein Ableger der Kirche.
Koordinaten: 1° 17′ S, 29° 56′ O